# Ла Капана (Пистоја)
Ла Капана је насеље у Италији у округу Пистоја, региону Тоскана.
Према процени из 2011. у насељу је живело 182 становника. Насеље се налази на надморској висини од 16 м.